# Beyblade
A Beyblade japán animesorozat. Magyarországon 2006-ban és 2007-ben TV2 sugározta. 2012. március 5-től az RTL Klub is műsorra tűzte, a második évadát a V-force-t 2013-ban kezdte leadni a KidsCo. Főszereplői: Tyson Granger, Ray Kon, Kai Hiwatari, Max Tate, akik a japán BladeZúzók beyblade-csapat tagjai. Először az ázsiai bajnokságon Kínában megküzdöttek a Fehér Tigrisekkel, utána az amerikai bajnokságon az All Starzzal, majd az európa bajnokságon a Majesticsszel, végül a világbajnokságon Oroszországban a Buldózerekkel.

## Szereplők
Tyson Granger
- Szinkronhangja: Kumai Motoko (japán); Marlowe Gardiner-Heslin (angol); Molnár Levente (magyar)
- Japán név: Kinomija Takao (木ノ宮タカオ; Hepburn: Kinomiya Takao?)
- Bit Bestia: Dragoon (Seiryuu)

Kenny/Chief/Szaki
- Szinkronhangja: Kuvasima Hóko (japán); Alex Hood (angol); Jelinek Márk (magyar), a Beyblade: V-Forceban pedig Baráth István.
- Japán név: Kjoudzsu (キョウジュ; Hepburn: Kyouju?) ami professzort jelent, valódi neve: Szaien Manabu (才媛マナブ; Hepburn: Saien Manabu?)
- Bit Bestia: Dizzi (a számítógépében van)

Max Tate
- Szinkronhangja: Orikasza Ai (japán); Gage Knox (angol); Előd Botond (magyar)
- Japán név: Mizuhara Max (水原 マックス; Hepburn: Mizuhara Makkusu?)
- Bit Bestia: Draciel (Genbu)

Raymond "Ray" Kon
- Szinkronhangja: Hiszakava Aja (japán); Daniel DeSanto (angol); ifj. Morassi László (magyar), a Beyblade: V-Forceban pedig Czető Roland.
- Japán név: Kon Rei (金李; Hepburn: Kon Rei?)
- Bit Bestia: Driger (Byakko)

Kai Hiwatari
- Szinkronhangja: Takano Urara (japán); David Reale (angol); Minárovits Péter (magyar)
- Japán név: Hivatari Kai (火渡カイ; Hepburn: Hiwatari Kai?)
- Bit Bestia: Dranzer (Suzaku)

Hilary Tatibana
- Szinkronhangja: Kikucsi Siho (japán); Caitriona Murphy (angol); Molnár Ilona (magyar)
- Japán név: Tacsibana Hiromi (立花 ヒロミ; Hepburn: Tachibana Hiromi?)

Daichi Sumeragi
- Szinkronhangja: Nagaszava Nao (japán); Mary Long (angol)
- Japán név: Szumeragi Daicsi (皇大地; Hepburn: Sumeragi Daichi?)
- Bit Bestia: Strata Dragoon (Gaia Dragoon)

Hiro Granger
- Szinkronhangja: Namikava Daiszuke (japán); ? (angol)
- Japán név: Kinomija Hitosi (木ノ宮仁; Hepburn: Kinomiya Hitoshi?)
- Bit Bestia: Metal Driger (Death Driger)

## Készítők
A Beyblade (normál) animék és manga készítői
- Aoki Takao írta és kézzel rajzolta
- Csatorna (Japánban): Tv Tokyo

## Epizódlista
| #         | Magyar cím                                  | Angol cím                              |
| --------- | ------------------------------------------- | -------------------------------------- |
|           |                                             |                                        |
| Első évad |                                             |                                        |
|           |                                             |                                        |
| 001       | A Beyblade-kalóz                            | The Blade Raider                       |
|           |                                             |                                        |
| 002       | A Sárkány napja                             | Day of the Dragoon                     |
|           |                                             |                                        |
| 003       | Itt van Max / Maximális erőbedobás          | Take it to the Max!                    |
|           |                                             |                                        |
| 004       | A selejtező                                 | The Qualifier Begins                   |
|           |                                             |                                        |
| 005       | Draciel feltűnik                            | Draciel of Approval                    |
|           |                                             |                                        |
| 006       | Sárkánytornádó / Sárkányvihar               | Dragoon Storm                          |
|           |                                             |                                        |
| 007       | Tizenhárom szál gyertya                     | Thirteen Candles                       |
|           |                                             |                                        |
| 008       | Beyblade a sikátorban                       | Bladin’ in the Streets                 |
|           |                                             |                                        |
| 009       | Első csata Hongkongban / Párbaj Hongkongban | Showdown in Hong Kong                  |
|           |                                             |                                        |
| 010       | Bajnokság a világ tetején                   | Battle in the Sky                      |
|           |                                             |                                        |
| 011       | Ágyő Bit Bestia                             | Bye Bye Bit-Beast                      |
|           |                                             |                                        |
| 012       | Bajban a BladeZúzók                         | Adios Bladebreakers                    |
|           |                                             |                                        |
| 013       | Alvó oroszlán                               | Crouching Lion, Hidden Tiger           |
|           |                                             |                                        |
| 014       | Nemtelen eszközök                           | The Race is On                         |
|           |                                             |                                        |
| 015       | A tét az aranyérem                          | Going for the Gold                     |
|           |                                             |                                        |
| 016       | A barátom az ellenségem                     | My Enemy, My Friend                    |
|           |                                             |                                        |
| 017       | Régi sérelmek                               | A Score to Settle                      |
|           |                                             |                                        |
| 018       | Sztár születik                              | A Star is Born                         |
|           |                                             |                                        |
| 019       | A mikroszkóp alatt                          | Under the Microscope                   |
|           |                                             |                                        |
| 020       | Minden viszonylagos                         | It’s All Relative                      |
|           |                                             |                                        |
| 021       | Gyakorlat teszi a mestert                   | Practice Makes Perfect                 |
|           |                                             |                                        |
| 022       | Hírességek gálája                           | Blading with the Stars!                |
|           |                                             |                                        |
| 023       | Leszámolás Las Vegasban                     | Showdown in Vegas                      |
|           |                                             |                                        |
| 024       | Viva Las Vegas                              | Viva Las Vegas                         |
|           |                                             |                                        |
| 025       | Száguldás az autópályán                     | My Way or the Highway                  |
|           |                                             |                                        |
| 026       | Megkezdődik a végső küzdelem                | Catch a Shooting All-Star              |
|           |                                             |                                        |
| 027       | Az amerikai álom                            | The Battle of America                  |
|           |                                             |                                        |
| 028       | A mindent eldöntő játszma                   | Bottom of the Ninth                    |
|           |                                             |                                        |
| 029       | Játszd újra, Dizzi!                         | Play It Again, Dizzi!                  |
|           |                                             |                                        |
| 030       | Magadnak kerested a bajt                    | Cruising for a Bruising                |
|           |                                             |                                        |
| 031       | Londoni lidércnyomás                        | London Calling                         |
|           |                                             |                                        |
| 032       | Sötétség az alagút végén…                   | Darkness at the End of the Tunnel…     |
|           |                                             |                                        |
| 033       | Párizsba beszökött a Beyblade               | Last Tangle in Paris                   |
|           |                                             |                                        |
| 034       | A Beyblade művészete                        | Art Attack                             |
|           |                                             |                                        |
| 035       | Minden Blade Rómába vezet!                  | When in Rome… Beyblade!                |
|           |                                             |                                        |
| 036       | A visszavágó                                | Déjà Vu All Over Again                 |
|           |                                             |                                        |
| 037       | Emlékezés egy lovagra                       | A Knight to Remember!                  |
|           |                                             |                                        |
| 038       | Csarnokavató                                | Olympia Challenge                      |
|           |                                             |                                        |
| 039       | Fenséges csata, fenséges győzelem           | A Majestic Battle… A Majestic Victory? |
|           |                                             |                                        |
| 040       | Forró összecsapás egy hideg városban        | Hot Battle in a Cold Town              |
|           |                                             |                                        |
| 041       | Kísértő múlt                                | Out of the Past                        |
|           |                                             |                                        |
| 042       | A sötétség vonzásában                       | Drawn to the Darkness                  |
|           |                                             |                                        |
| 043       | Kai árulása                                 | Live and Let Kai!                      |
|           |                                             |                                        |
| 044       | Isten veled, Kai                            | Losing Kai                             |
|           |                                             |                                        |
| 045       | Megtörik a jég                              | Breaking the Ice                       |
|           |                                             |                                        |
| 046       | Az első orvtámadás                          | First Strike                           |
|           |                                             |                                        |
| 047       | Lecke Tysonnak                              | A Lesson for Tyson                     |
|           |                                             |                                        |
| 048       | Dicsőséges vereség                          | Victory in Defeat                      |
|           |                                             |                                        |
| 049       | Sportszerűtlen eszközök                     | A Wicked Wind Blows                    |
|           |                                             |                                        |
| 050       | A Biovolt csodafegyvere                     | New and Cyber-Improved…                |
|           |                                             |                                        |
| 051       | A végső leszámolás                          | Final Showdown                         |

## Magyar kötetek
- Beyblade. Metal masters; ford. Szente Mihály; Szukits, Szeged, 2013
  - Masamune színre lép (Beyblade. Metal masters sorozat)
  - Bladerjátszma (foglalkoztatókönyv)